# بطرس مانتالوس
بطرس مانتالوس (باليونانية: Πέτρος Μάνταλος)‏ هو لاعب كرة قدم يوناني في مركز الوسط ولد في يوم 31 أغسطس 1991 في مدينة كوموتيني في اليونان، يلعب حالياً مع نادي أيك أثينا وسبق له اللعب مع نادي سكودا زانثي، في سنة 2014 بدأ باللعب مع منتخب اليونان لكرة القدم ويبلغ طوله 176 سم.

## روابط خارجية
- بطرس مانتالوس على موقع الاتحاد الدولي (مؤرشف)  (الإنجليزية)
- بطرس مانتالوس على موقع الاتحاد الأوربي (الإنجليزية)
- بطرس مانتالوس على موقع إي إس بي إن إف سي (الإنجليزية)
- بطرس مانتالوس على موقع قاعدة بيانات كرة القدم.إي يو (الإنجليزية)
- بطرس مانتالوس على موقع ناشيونال فوتبول تيمز (الإنجليزية)
- بطرس مانتالوس على موقع Soccerway.com (الإنجليزية)
- بطرس مانتالوس على موقع عالم كرة القدم.نت (الإنجليزية)